# Staatsgreep in Jemen
Staatsgreep in Jemen is een spionageroman van auteur Gérard de Villiers en het 83e deel uit de S.A.S.-reeks met als protagonist de Oostenrijkse prins en freelance CIA-agent Malko Linge.

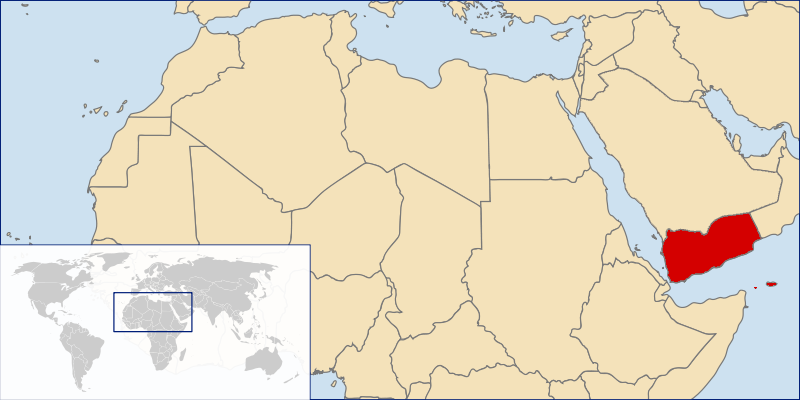
De ligging van Jemen in het Midden-Oosten.

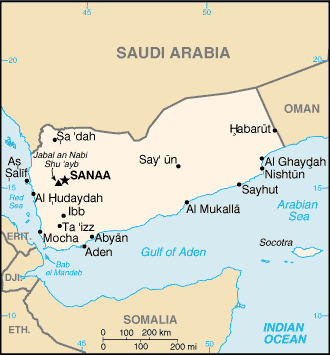
Een overzichtskaart van Jemen.

## Het verhaal
Het districtshoofd van de CIA in Jemen wordt vermoord aangetroffen.
Malko wordt voor onderzoek naar Jemen gezonden en ontdekt dat een terroristische organisatie een aanslag voorbereidt op de Jemenitische president. Maar hoe krijgt Malko een voet tussen de deur in de voor buitenstaanders zeer gesloten Arabische gemeenschap? Gelukkig biedt de blonde Mandy Brown uitkomst: mannelijke Jemenieten hebben namelijk een voorkeur voor blonde vrouwen.

## Personages
- Malko Linge, een Oostenrijkse prins en CIA-agent;
- Jack Penny, het districtshoofd van de CIA in Jemen;
- Mandy Brown, een mannenverslindster met als bijnaam Mandy de slet.